# دیلیپ شانگهوی
دیلیپ شانگهوی، (به انگلیسی: Dilip Shanghvi) (زاده ۱ اکتبر ۱۹۵۵) کارآفرین، سرمایه‌دار و مدیر ارشد اجرایی هندی است، که در سال ۱۹۸۳ شرکت سان فارما را تأسیس کرد.
شانگهوی در حال حاضر به‌عنوان مدیر عامل اجرایی سان فارما فعالیت می‌نماید. وی هم‌اکنون با دارایی خالص ۱۸٫۱ میلیارد دلار، (پس از موکش آمبانی) به‌عنوان دومین فرد ثروتمند هند شناخته می‌شود.